# Embrace, extend, extinguish
Embrace, extend, extinguish (znane też pod nazwą „embrace, extend, exterminate”, pol. wdrożyć, rozszerzyć, zniszczyć) – nazwa praktyki, którą odkrył Departament Sprawiedliwości Stanów Zjednoczonych w trakcie sprawy antymonopolowej przeciwko Microsoftowi. Strategia opiera się na wdrażaniu otwartych standardów rozszerzanych o własnościowe elementy tak, żeby znacznie utrudnić lub nawet uniemożliwić konkurencji wdrażanie zbliżonych funkcji.

## Strategia
Strategia stosowana przez Microsoft dzieli się na trzy etapy:
- Embrace (wdrożenie) – standard z konkurencyjnego dla siebie oprogramowania zostaje dodany do wybranego produktu Microsoftu;
- Extend (rozszerzenie) – dodanie interfejsów (funkcji) do własnych programów, niekompatybilnych z programami konkurencji;
- Exterminate lub extinguish (zniszczenie) – odebranie możliwości przesiadki na konkurencyjne oprogramowanie bez utraty dostępu do wcześniej dodanych funkcji w oprogramowaniu Microsoftu.

## Przykłady

### Pakiet Microsoft Office
W wewnętrznej notatce z 5 grudnia 1998 roku autorstwa Billa Gatesa napisano, że „jedną rzeczą, którą należy zrobić, to taką, żeby dokumenty stworzone za pomocą pakietu Microsoft Office działały dobrze wyłącznie w przeglądarce Internet Explorer”. Stwierdzono również, że jakakolwiek inna opcja jest „samobójstwem” dla platformy.

### Brak zgodności z innymi przeglądarkami
W 2007 roku Opera złożyła pozew do Trybunału Sprawiedliwości Unii Europejskiej przeciwko Microsoftowi. Dotyczył on praktyk monopolistycznych w systemie Windows, których efektem było ścisłe powiązanie Internet Explorera z systemem i niemożność zmiany przeglądarki ze względu na utratę funkcjonalności dostępnych wyłącznie w tej przeglądarce. W pozwie zawarto wezwanie do TSUE, który zdaniem Opery powinien wymusić na Microsofcie akceptację otwartych standardów w m.in. Internet Explorerze.

#### WHATWG
W 2004 roku, powstało WHATWG składające się z Apple'a, Mozilli i Opery. Jest ono odpowiedzią na narastające obawy ze strony założycieli odnośnie do większej koncentracji nad XHTML przez W3C. Microsoft odmówił dołączenia do grupy, tłumacząc to brakiem polityki patentowej, która mogłaby umożliwić implementację standardu w konkurencyjnym oprogramowaniu.

### Active Directory
W wyniku pozwu antymonopolowego z 2004 roku przeciwko Microsoftowi w sprawie Active Directory, pozwana korporacja zgodziła się upublicznić dokumentację do tej usługi, skutkiem czego w wersji 4.0.0 programu Samba dodano jej wsparcie.